# Лесаж, Ален-Рене
Але́н Рене́ Леса́ж (фр. Alain-René Lesage; 8 мая 1668, Сарзо, ныне департамент Морбиан — 17 ноября 1747, Булонь-сюр-Мер, ныне департамент Па-де-Кале) — французский писатель, известный в первую очередь как автор плутовского романа «Жиль Блас». Другие его произведения — романы «Хромой бес» и «Приключения Бошена», пьеса «Тюркаре».
Приехав в Париж для изучения юриспруденции, вёл весёлую жизнь и бывал в свете; это давало ему обширный материал для наблюдений, которым он воспользовался много лет спустя, когда, поглощённый трудом, появлялся только в кафе Прокоп, своего рода литературном клубе.

## Пьесы
Литературная деятельность Лесажа началась переводами и переделками с испанского. В драмах самого Лесажа «Don Felix Mendoce» и «Point d’honneur» испанское влияние ещё сильно, но оно ослабевает в дальнейшем творчестве сатирика. Начиная с драмы «Криспен, соперник своего господина», Лесаж переходит к сатире нравов и становится обличителем современных ему пороков. Особенно резки его нападки на финансистов и откупщиков, типичный представитель которых выведен в знаменитой комедии Лесажа «Тюркаре» (1709). Тёмный мир дельцов, беспощадных к своим жертвам, прикрывающих своё нравственное падение щедростью и благородством в обращении с светским и полусветским обществом — все это чрезвычайно ярко освещено в комедии Лесажа. Интересны в ней также плутоватые лакеи, управляющие судьбой своих доверчивых хозяев; заимствованные у Мольера, они подготовляют тип классического героя Лесажа — Жиль Блаза. Лакеи Мольера, при всем своём остроумии, отличаются тривиальностью стремлений и наклонностей; у Лесажа Фронтены, Криспены и т. д. — до некоторой степени представители демократического начала; они сознают своё умственное превосходство и стремятся силой ума завоевать себе земные блага, в которых им отказала судьба.

## Романы
Лучшие и вполне самостоятельные произведения Лесажа — два романа «Хромой бес» (1707) и «История Жиль Блаза из Сантильяны». В первом романе, написанном под впечатлением от одноимённого сочинения испанца Велеса де Гевары, дьявол Асмодей несётся вместе с студентом Леандро над городом и показывает ему внутренность домов, снимая с этой целью их крыши. В калейдоскопе открывающихся таким образом зрелищ развёртывается пред читателем широкая картина жизни с её переходами от радостей к страданиям, от нищеты к роскоши, от счастья к горю и болезням.
Ещё шире захвачена жизнь в главном произведении Лесажа «Жиль Блазе». Целый ряд приключений заставляет испанского крестьянина Жиль Блаза жить среди неприглядного люда — грабителей и обманщиков, авантюристов и шарлатанов, странствующих актёров и других «picaro», то есть мошенников. Ловкость и природный ум заменяет в этих людях стремление к справедливости; но благодаря тому, что их жертвами являются себялюбивые и близорукие баловни судьбы, читатель чувствует симпатию к торжеству находчивости в борьбе с жизнью. Сатира Лесажа становится более широкой и глубже захватывает жизнь общества во второй части «Жиль Блаза», появившейся в 1734 году. Бывший лакей является здесь умудрённый опытом, не попадается на удочку всякого авантюриста и быстро поднимается по общественной лестнице. Лесаж рисует жизнь такой, какова она в действительности, перемешивая трогательное с комическим. Мораль Лесажа заключается в применении к обстоятельствам; житейская мудрость его так же непосредственна и неизменна, как вечны законы чувств и страстей. Последние книги романа написаны в ином тоне. Жиль Блаз не только умудрён жизнью, но и пресыщен ею; он жаждет уединения среди природы и любимых книг, жаждет спокойного семейного очага: это — история семейной жизни самого автора. Заключительные аккорды романа звучат примирением с жизнью, несмотря на все её неприглядные стороны. Литературное значение «Жиль Блаза», помимо его художественных достоинств, заключается в том, что это первый реалистический роман, сменивший во Франции эру чувствительных романов XVII века.
Роман Лесажа оказал влияние на развитие русского бытового и сатирического романа в конце XVIII — начале XIX веков — произведения Чулкова, Симановского, Комарова, в особенности «Российский Жилблаз, или Похождения князя Г. С. Чистякова» (1814) В. Т. Нарежного и «Иван Выжигин» (1829) Ф. В. Булгарина.
Перу Лесажа принадлежит и авантюрный роман «Приключения Бошена» (1732).

## Русские переводы
Переводы сочинений Лесажа на русский язык в хронологическом порядке изданий и с указанием переводчиков.

### XVIII век
- Похождения Жилблаза де Сантилланы. Пер. В. Теплова. СПб., изд. Академии наук, 1754-17554
- А. Нартов, «Баккалавр саламанкский или похождение дона Херубино де-ла-Ронда» (СПб., 1763; 2-е изд. 1804);
- «Похождения Естеванилла Гонзалеца, прозванного весельчаком» (СПб., 1765—66);
- Иван Кудрявцев, «Зулима или непорочная любовь» (СПб., 1768);
- Д. Щ., «Увеселительные приключения Гусмана д’Алфараша» (М., 1785);
- Повесть о хромоногом бесе. Пер. студенты Дм. Легкий и Дм. Мокеев, «Повесть о хромоногом бесе» (СПб., изд. Академии наук, 1763; 2-е изд. 1807);

### XIX век
- А. Ключарев, «Гусман д’Алфараш, истинная гишпанская повесть» (М., 1804);
- Е. Шавров, «Исторический, генеалогический, хронологический, географический атлас» (СПб., 1809);
- «Шалости забавного Гусмана, или каков в колыбельку, таков и в могилку» (М., 1813);
- Вас. Теплов, «Похождения Жилблаза де-Сантилланы» (СПб., 1812—15);
- «Хромоногий бес» Пер. Г. Пасынкова (СПб.,1832);
- В. Волжский, «Хромой бес» (СПб., изд. Смирдина, 1832);
- «Дон Жильблаз де Сантильяна, сын солдата, человек прошедший все состояния» («Зеленая Библиотека», изд. М. О. Вольфа, СПб., сокращ. перевод);
- Эмье, то же (М., изд. Манухина, 1871);
- Удивительные похождения Жиль Бласа. Пер. Шлезингер, (М., тип. Орлова, 1875);
- «Хромой черт» (М., тип. Орлова, 1874);
- новейшее изд. «Жиль-Бласа» Л. Ф. Пантелеева (СПб. 1895);
- «Тюркаре», комедия, перев. С. Боборыкиной («Вест. Европы», 1874, № 11) и О. М. Шерстобитовой (СПб., изд. Ледерле, 1895).
- Хромой бес. Пер. Канчаловского. М., 1895